# Abel Nkhoma
Abel Nkhoma (ur. 3 grudnia 1961 w Kadoma) – zimbabwejski lekkoatleta, długodystansowiec.
Podczas igrzysk olimpijskich w Moskwie (1980) zajął 53. (ostatnie) miejsce w maratonie z czasem 2:53:35. Nkhoma pełnił na tych igrzyskach funkcję chorążego reprezentacji Zimbabwe.